# Массен-Нидерлаузиц
Массен-Нидерлаузиц (нем. Massen-Niederlausitz) — община в Германии, в земле Бранденбург.
Входит в состав района Эльба-Эльстер. Подчиняется управлению Клайне Эльстер (Нидерлаузиц).  Население составляет 2093 человека (на 31 декабря 2010 года). Занимает площадь 75,63 км².
Коммуна подразделяется на 8 сельских округов.
| Год  | Население |
| ---- | --------- |
| 2005 | 2350      |
| 2010 | 2129      |